# Pešťbudínske vedomosti
Pešťbudínske vedomosti byly slovenské politické noviny. Vycházely v letech 1861-1870 v Pešti dvakrát týdně. Byly to noviny přívrženců Memoranda národa slovenského (memorandistů čili Staré školy slovenské). Jejich přímým pokračovatelem byly Národnie noviny.

## Vznik
Roku 1861 se objevily politické noviny Pešťbudínske vedomosti s podtitulem Noviny pro politiku a literaturu. Rázem zaujaly přední místo ve slovenské publicistice a zastínily ostatní tiskové orgány. Jejich tvůrci byli bývalí spolupracovníci Ľudovíta Štúra a Jozefa Miloslava Hurbana v předrevolučních letech.
Nejvýznamnějším podnětem pro jejich založení byly volby do uherského sněmu, od kterých si slovenští národovci hodně slibovali. Věřili, že se jejich kandidáti stanou poslanci, kteří pak na půdě sněmu rozvinou účinnou spolupráci, zejména s Rumuny a s Chorvaty, vedenými Rajačićom, generálem Stratimirovičom a biskupem Strossmayerem. Naděje na zvolení slovenských kandidátů do sněmu neztráceli přesto, že roku 1860 v prvním kole stoličních voleb nezískali téměř žádných významnějších přívrženců pro svou politiku. Slovenští kandidáti neměli naděje na zvolení do sněmu už i proto, že župní zastupitelstva a úředníci státní správy, kteří „chtěli mít zásluhy v maďarizačním hnutí“, je považovali za odpůrce maďarské vládnoucí třídy a dělali jim všemožné překážky. Vždyť právě stoličné zastupitelství roce 1860 i pozdější měla více než polovinu členů nevolených virilistů (největších poplatníků - většinou šlechticů) a mezi druhou polovinou (volenými členy), si hravě získali celou řadu svých lidí, kteří jim šli ruku.
Příprav na založení druhých slovenských politických novin se zúčastnili hlavně Ján Francisci, Štefan Marko Daxner, Ján Palárik, Andrej Radlinský, ale také Ján Mallý-Dusarov, Jozef Miloslav Hurban, Pavol Dobšinský a jiní. Palárik v Příteli školy a literatury se takto obrátil roce 1860 na slovenské národovce: "Veteráni slovenského národa, co tam kolem dávnověku Budína na březích Dunaje ve prospěch národa svého dny trávíte - starejte se o časopis a podejte nám co nejdříve radostnou zprávu o něm, touhou nevýslovnou ho čekáme a celý národ obětavě Vám všechny komůrky na pomoc otevře! ".
Mimořádnou iniciativu při založení Pešťbudínske vedomosti projevili hlavně ti Slováci, jichž maďarské vládnoucí kruhy po vydání říjnového diplomu zbavily veřejných funkcí a daly do disponibility. Začala se organizovat velká sbírka na kauci budoucích novin. Prvním zde byl Franko Sasinek, který složil 100 zlatých a za ním ostatní, Kozáček 1700 zlatých, Palárik a Radlinský 2500 zlatých, Dobrjansky 600 zlatých, Ján Francisci 500 a František Lopušný 400 zlatých. To byl základ, na kterém se začal budovat slovenský politický tisk. Nejvíce se však o získání peněz na kauci zasloužil Andrej Radlinský, kterému se podařilo vymoci si souhlas, aby fond Spolku svätého Vojtěcha byl věnován tomuto účelu.
Ján Francisci charakterizoval přípravy k založení politických novin, které si vyžádaly tolik úsilí, trpělivosti a obětí, jen velmi stručně: "V porozumění s bydlícími v Pešťbudíne i s přespolními slovenskými muži, ihned hlásil jsem se o tehdy ještě potřebnou koncesi k vydávání Slovensku politických novin, a to pod jménem Pešťbudínske vedomosti, u Pešťské policie; koncesi jsem bez potíží obdržel ... ".

## Působení a charakteristika novin
19. března 1861 vyšlo první číslo Pešťbudínských vedomostí, jejichž vydavatelem a odpovědným redaktorem byl Ján Francisci. Od 22. září 1863 (76. číslo III. Ročníku) tyto úkoly přebírá Mikuláš Štefan Ferienčík. Noviny vycházely v Budapešti dvakrát do týdne v univerzitní tiskárně v rozsahu nečíslovaných stran. Tato vzácnost vydávání byla ve vztahu k aktuálnosti zpravodajství jejich hlavním nedostatkem. V rušném politickém životě Uherska zůstávaly proto na pokraji událostí a jejich zpravodajství bývalo často zastaralé. Chyběly jim také pevně ustálené rubriky. Častěji se v nich opakovaly jen úvodníky, Domácí zprávy, Politické zprávy, Zemský sněm, Politický obzor, Drobné zprávy, Opožděná pošta, Zaslaná oznámení, údaje o vídeňské či pešťské burze a inzeráty. Noviny bývaly ztrátové a počet jejich předplatitelů byl kolem 400 až 600. Proto se muselo na jejich udržení organizovat několik celonárodních sbírek.
Zvláštní význam měl podčárník Pešťbudínských vedomostí zvaný Besednice- což bylo slovenské pojmenováním fejetonu. Právě Besednice spolu s úvodníky tvořila pilíř celých novin, který byl občas posílen i politickým komentářem. V tomto podčárníku, ale i v ostatních slovenských novinách a časopisech po roce 1861 se často objevovaly útvary beletristických novinových žánrových forem, ale i krátké literární útvary, jakými byla literární črta, noveletka, arabeska, humoreska, vtip a fejeton - Besednice. Tyto formy obohacovaly vývoj slovenské žurnalistiky po žánrové i obsahové stránce.
Redaktoři Pešťbudínských vedomostí, ve srovnání se štúrovskými politickými novinami, se nemohli opírat o tak široký aktiv dopisovatelů a proto jejich zpravodajství ze slovenských krajů bylo chudší. Tento nedostatek nemohli nahradit přebíráním nepůvodních zpráv z druhé ruky - z cizích, hlavně z pešťských, vídeňských a pražských novin. Pešťbudínske vedomosti měly i nepravidelnou literární přílohu, zvanou též Besednice kvartového formátu, která však obsahovala převážně nenáročné literární příspěvky, určené neškoleným lidovým čtenářům. Tyto nedostatky novin se ani za dlouhou dobu nepodařilo odstranit, navzdory neobyčejné obětavosti a pracovitosti jejich redaktora Mikuláše Štěpána Ferienčíka. Bylo to i proto, že na práci v redakci byl v podstatě sám, zatímco například Slovenskje národňje noviny před dvěma desetiletími měly kromě hlavního redaktora i tři stálé redaktory a celou řadu soustavných spolupracovníků.
Navzdory těmto potížím a nedostatkům Pešťbudínske vědomosti byly nejdůležitějším orgánem celého národního hnutí a tribunou politiky slovenské buržoazie v letech 1861-1870. Ony mají zásluhu na formování, podpoře a obraně memorandového programu, na vytvoření Matice slovenské, slovenských středních škol, na volebních bojích do uherského sněmu i na prosazování národních a sociálních požadavků, z nichž nejzávažnější byl požadavek vytvoření Slovenského okolia, podřízeného přímo některému členu habsburského panovnického domu. Není významnější události ve slovenském veřejném životě, na níž by tyto noviny neměly svůj značný podíl.
Ani tyto noviny neměly koncepční zahraničně-politickou rubriku a chyběly jim také vlastní zpravodajové ze zahraničí. Jejich vnitropolitické zpravodajství ze slovenských krajů bylo také chudší, než jak tomu bylo v Slovenských národních novinách.
Po přestěhování redakce z Budapešti do Turčianského Svätého Martina roce 1870 vystupovaly již pod názvem Národnie noviny (Národní noviny).